# 모터보트

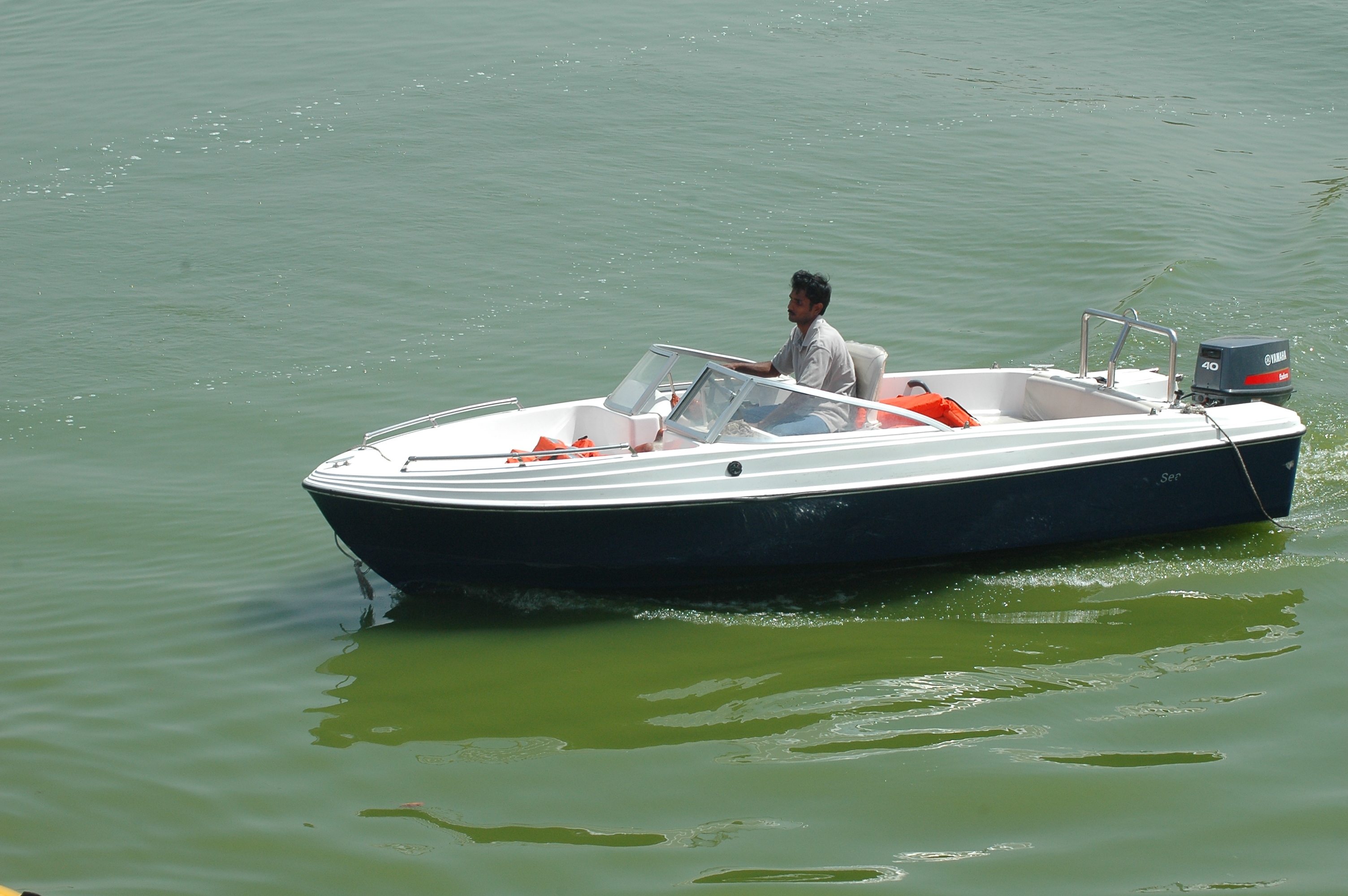
모터보트

모터보트(motorboat or powerboat)는 보트에 엔진을 탑재하고 고속으로 수면을 달리는 선박이다. 일부 요트는 내부 엔진이 장착되어 있으며, 다른 일부는 내연 기관, 기어 박스와 프로펠러를 포함하는 후미 선외 모터를 장착하고 있다. 엔진과 전기 모터가 결합된 방식의 하이브리드 타입 보트도 출시되고 있다. 

## 역사
1887년 독일의 슈트트가르트 부근 네카어강에서 빌헬름 마이바흐와 고틀리프 다임러가 공동 제작한 가솔린 엔진 모터보트가 시험 운행에 성공하였다. 1903년 루돌프 디젤이 만든 디젤 엔진 모터보트가 출시되었다.

## 갤러리

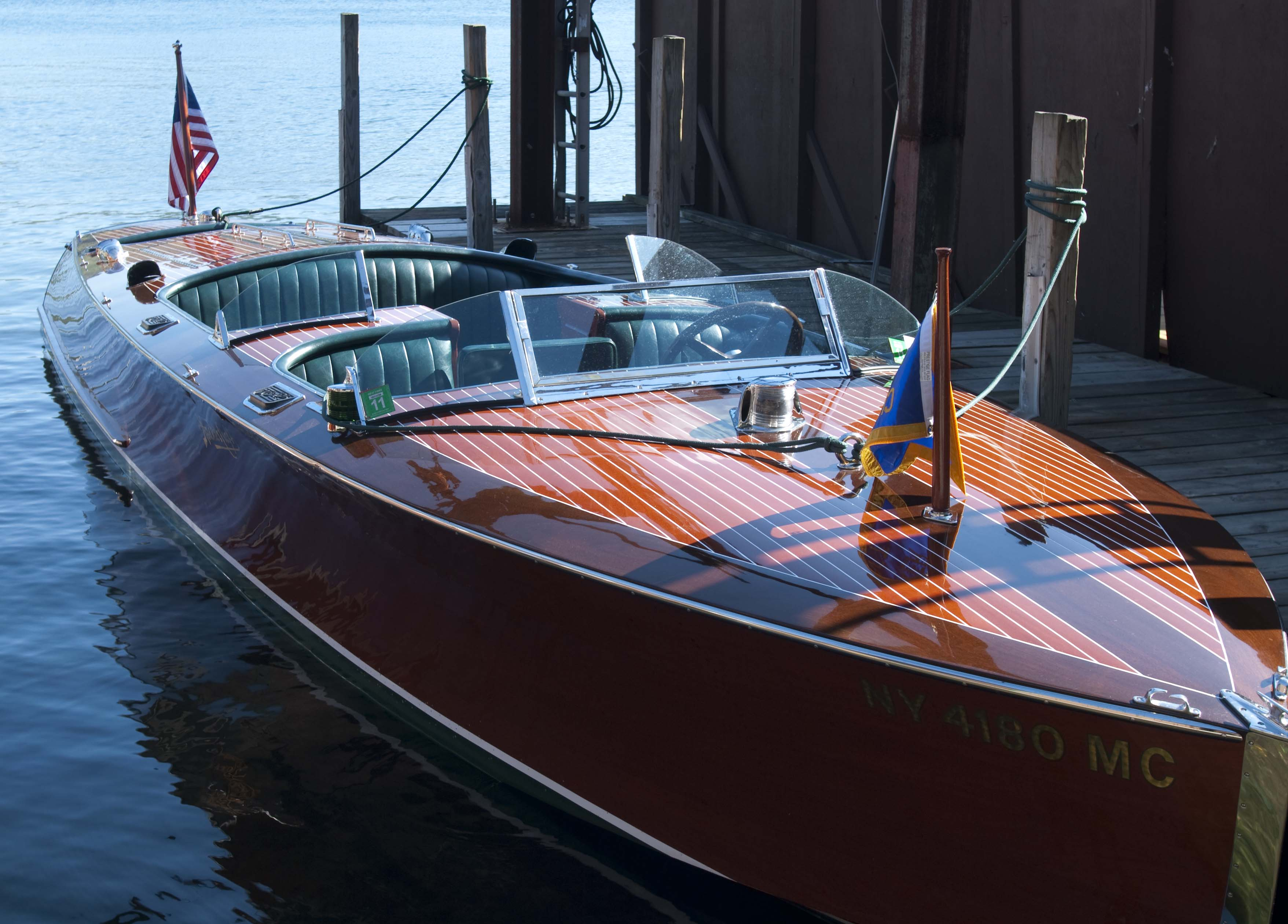
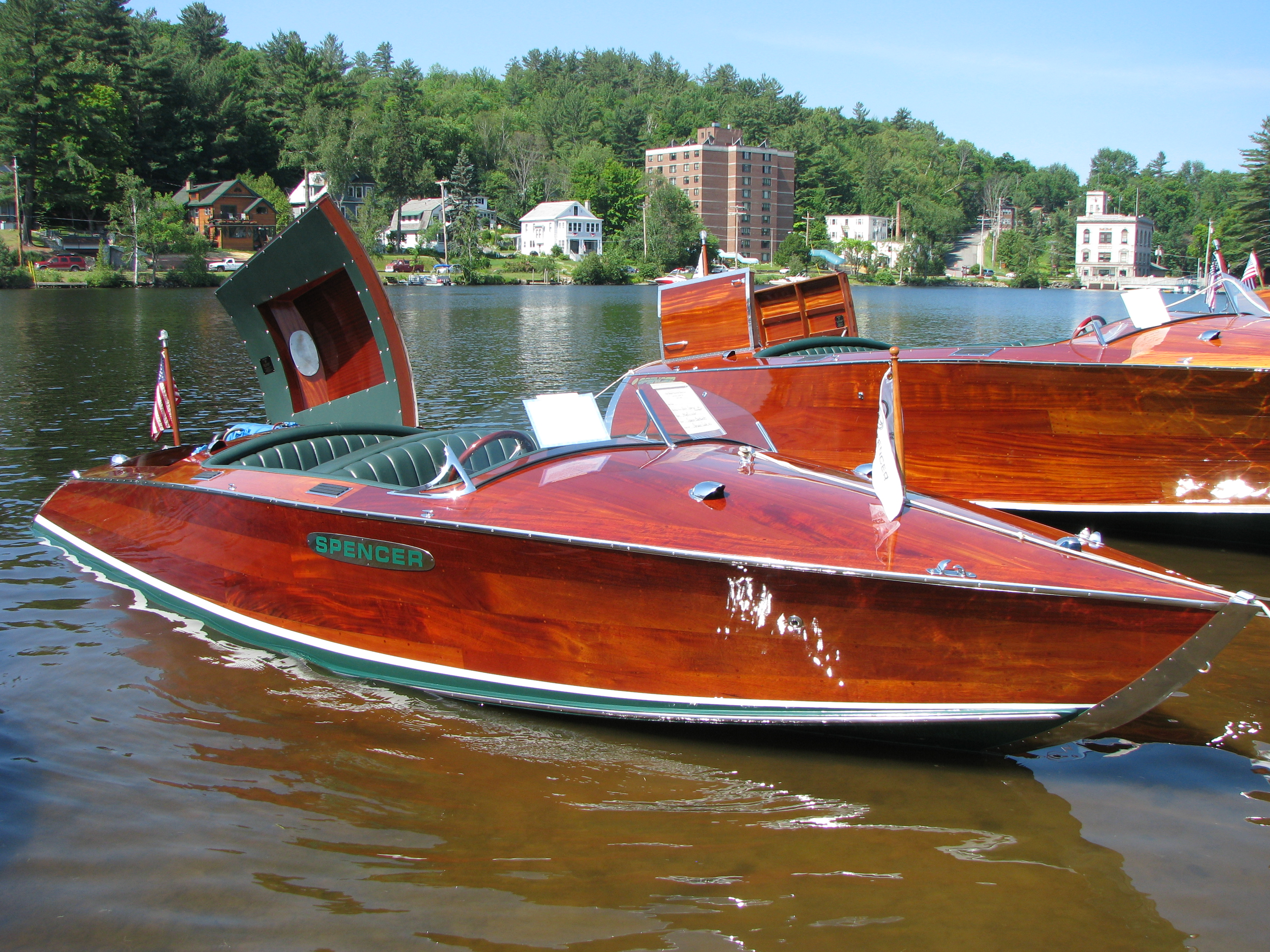
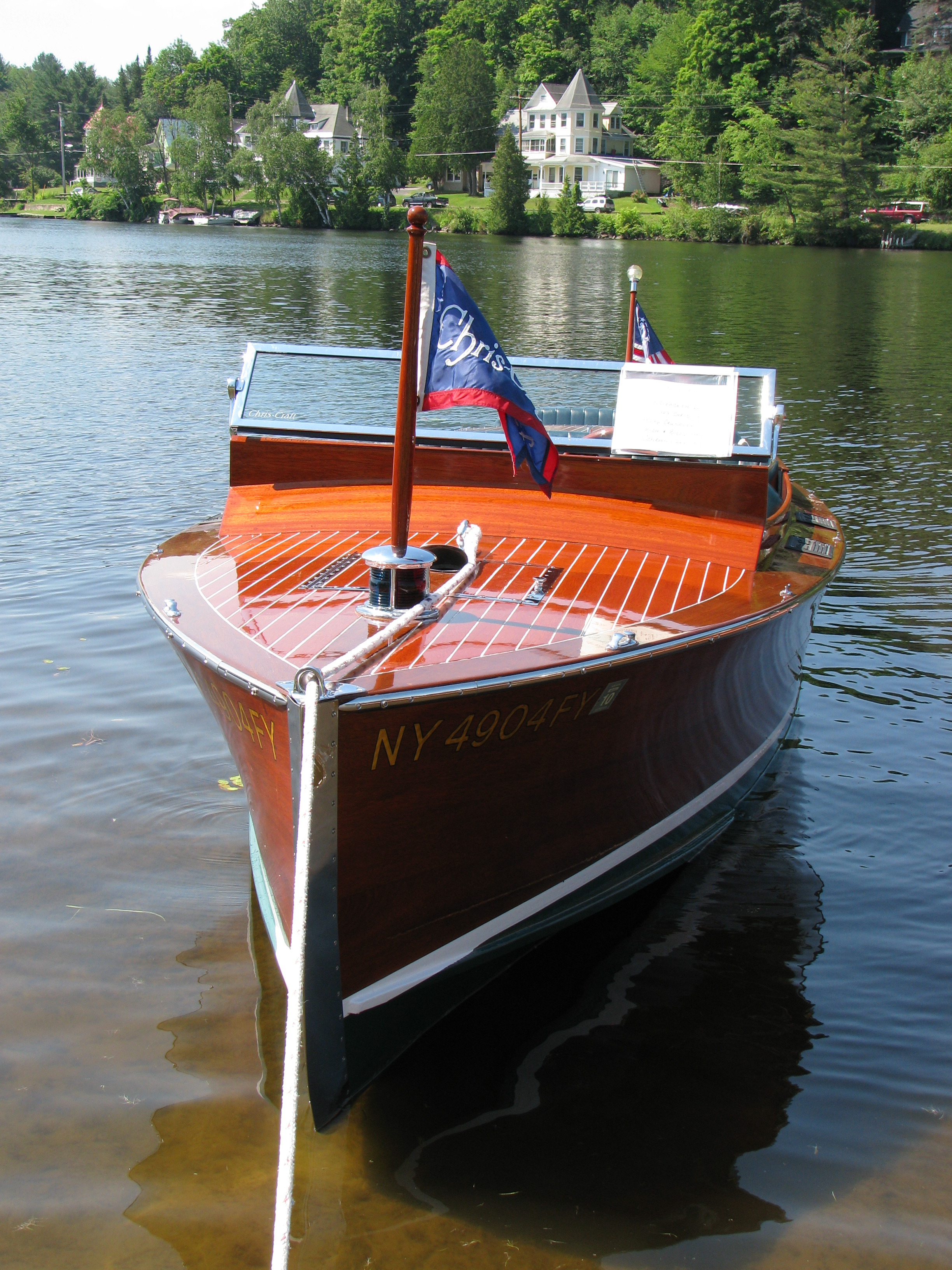
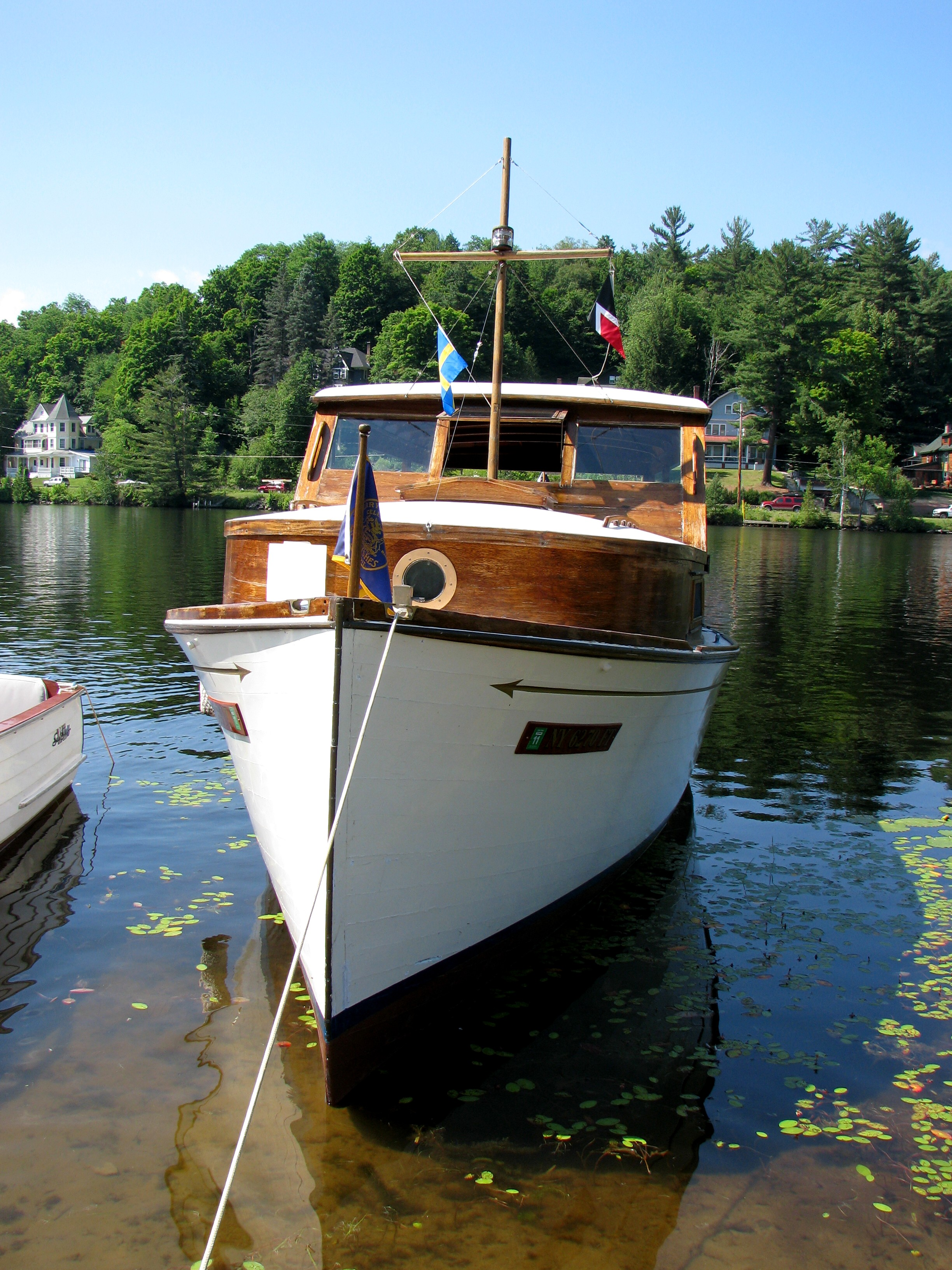
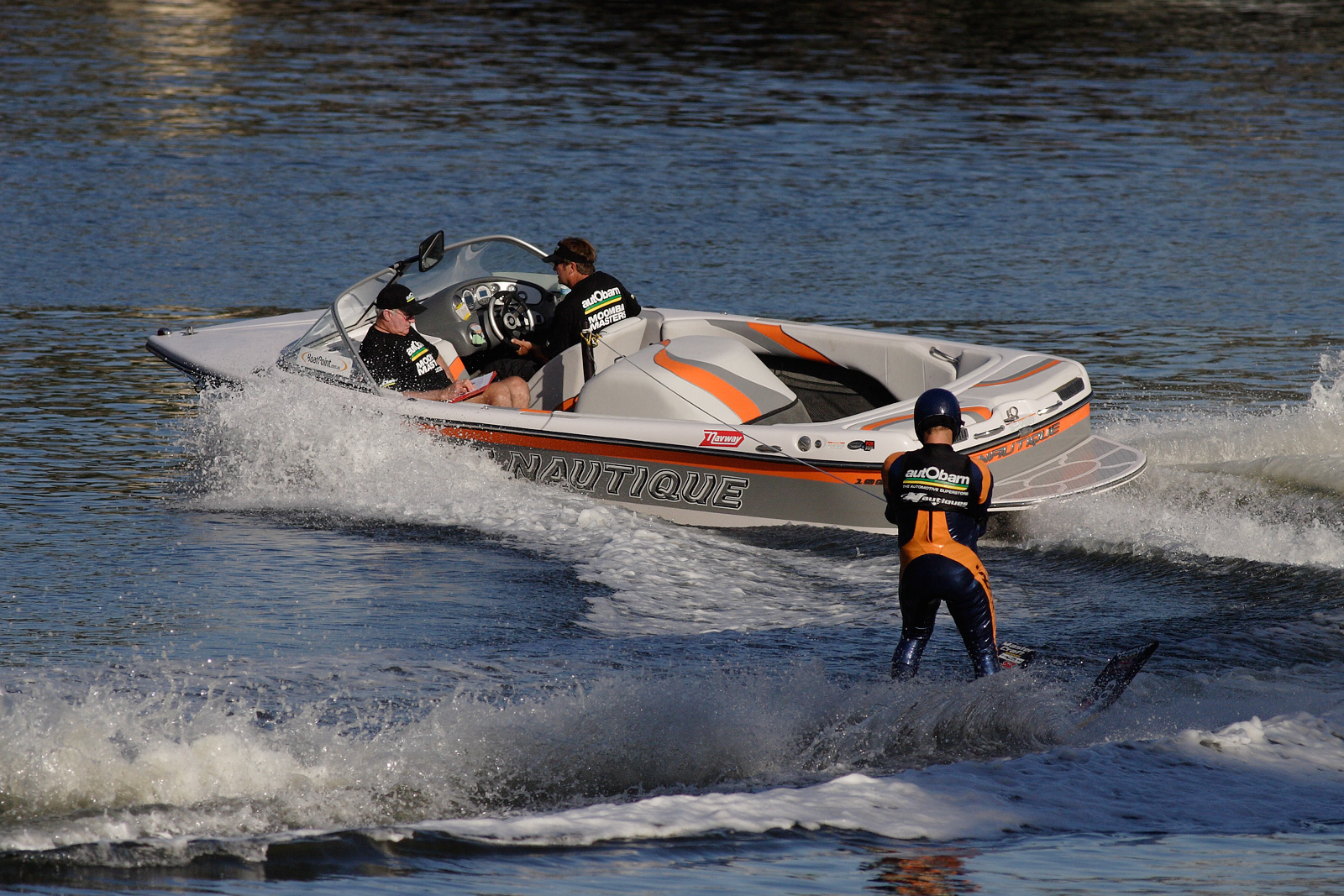
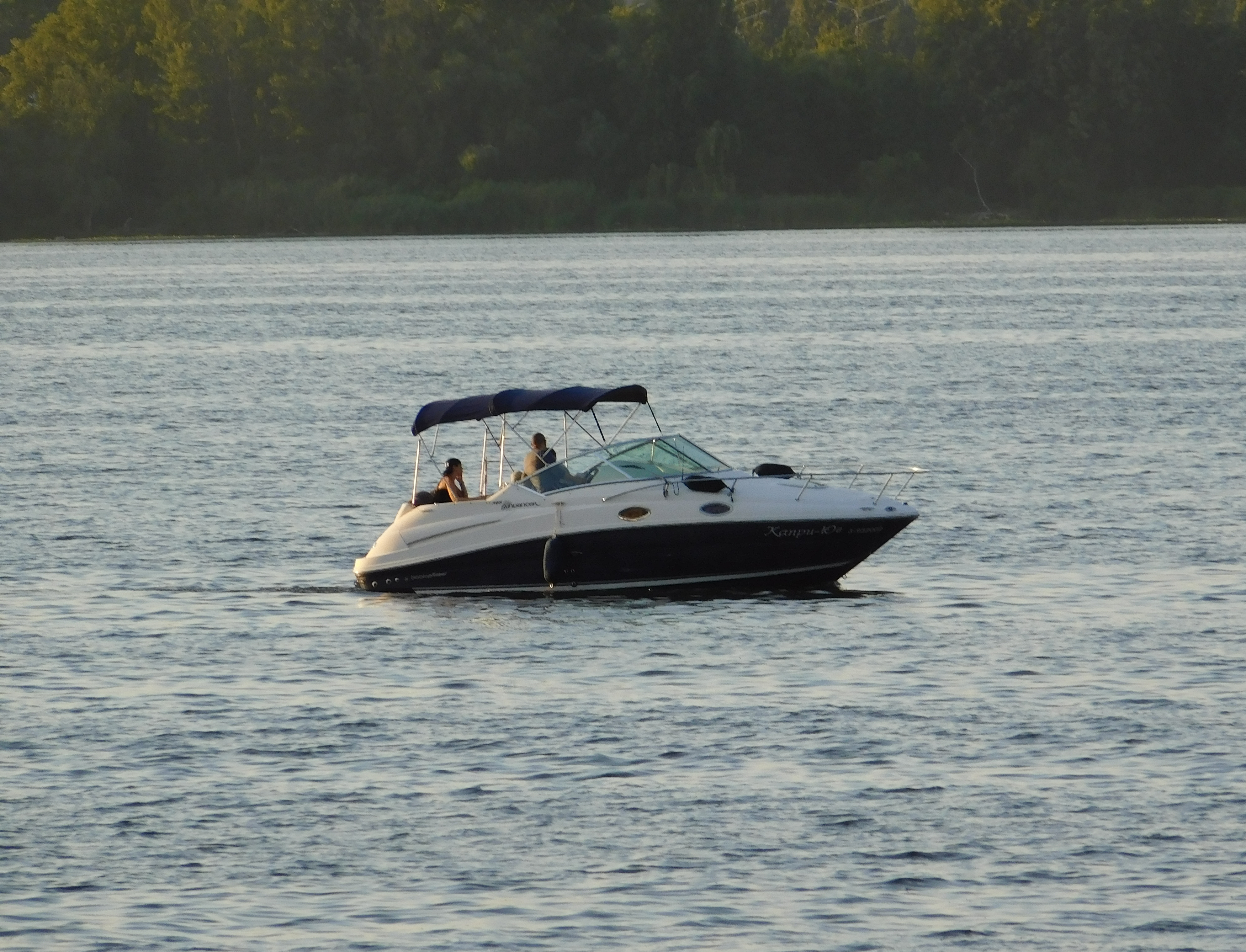
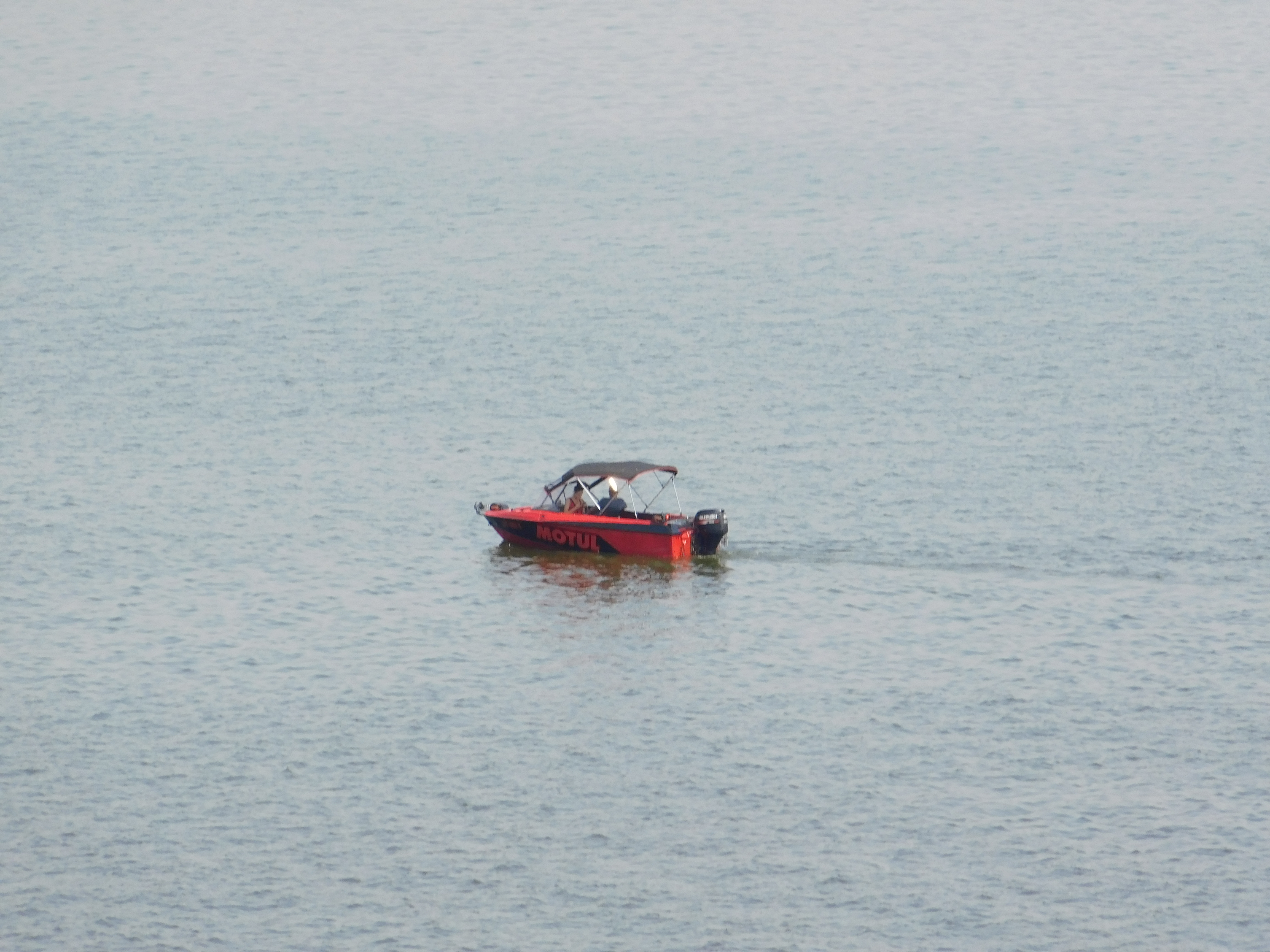

## 같이 보기
- 보트엔진
- 제트스키